# ТВі
ТVi (читается как «ти-ви-ай») — украинский спутниковый телеканал, начавший вещание 17 марта 2008 года. Телеканал покрывает 60,5 % городов с населением более 50 тысяч человек и 85 % кабельных сетей Украины. Вещание производилось преимущественно с помощью спутника AMOS 2 (4° зап. д.).
По данным исследования, проведённого в июне 2012 года Академией украинской прессы, новости на ТВі оцениваются как более сбалансированные, чем на других национальных каналах. Издание The Global Journal отмечало, что телеканал справедливо предоставлял эфирное время оппозиционным партиям и затрагивал такие спорные темы, как личное богатство правящих элит Украины и государственные закупки, а также сообщал о коррупции и уклонении от налогов высших чиновников.
Прекратил своё вещание 20 февраля 2016 года. 10 октября 2018 года телеканал возобновил свое вещание, но при этом изменил концепцию на женскую, а название и логотип — на «TVi». 13 июня 2019 года полностью прекратил своё вещание.

## Параметры спутникового вещания
| Спутник | Орбитальная позиция   | Частота   | Поляризация    | Символьная скорость | FEC |
| ------- | --------------------- | --------- | -------------- | ------------------- | --- |
| Amos 4  | 4гр. западной долготы | 12411 МГц | горизонтальная | 20833 МБ/с          | 3/4 |

## История

### Основание. Конфликт Кагаловского и Гусинского
По данным «Коммерсанта», в апреле 2008 года структуры бывшего топ-менеджера компании «ЮКОС» Константина Кагаловского и основателя телекомпании «НТВ» Владимира Гусинского учредили на паритетных началах Yota Ventures LLC для развития на Украине кабельного и спутникового телеканала. Каждая из сторон внесла в совместное предприятие примерно по 12 млн долларов. Генеральным директором телеканала ТВі стал Николай Княжицкий, а главным редактором в июне 2008 года стал российский журналист Евгений Кисёлев.
В 2009 году между акционерами возник бизнес-конфликт, причиной которого была названа продажа Гусинским телеканалу собственного продукта по завышенной цене. Как рассказал Киселёв в эфире программы «Наверху», в конце сентября 2009 года один из акционеров ТВі попытался установить над каналом единоличный контроль, «действуя при этом жесткими мерами, в известной мере, силовыми», и тогда он посчитал, что оставаться работать на канале в такой ситуации для него «совершенно неприемлемо». В результате, Гусинский покинул состав учредителей, а главный редактор Евгений Киселёв принял решение об увольнении.
В марте 2012 года издание «Росбалт» сообщило, что место Гусинского в качестве совладельца канала занял Борис Березовский. Однако генеральный директор ТВі Николай Княжицкий заявил, что реальным бенефициаром канала является Константин Кагаловский. Тогда же он отметил, что канал был основан не Гусинским и Кагаловским, а им лично, и уставной фонд составлял 40 тысяч гривен (5 тысяч долларов).

### Проблемы с частотами и лицензиями
В мае 2010 года главным редактором ТВі стал украинский журналист Виталий Портников. В начале июня 2010 года суд удовлетворил требования группы телеканалов «Интер», аннулировав принятое за полтора года до этого решение Нацсовета о выделении ТВі и «5 каналу» частот на вещание. Журналисты этих телеканалов заявили о влиянии на судебное решение руководителя СБУ Валерия Хорошковского, который одновременно являлся владельцем группы «Интер».
В марте 2011 года журналисты ТВі решили запустить пять новых телеканалов: «ТВі. Історія», «ТВі. Бізнес», «ТВі. Культура», «ТВі. Стиль» и информационный канал «Інфо-24», подав заявку на получение лицензии на последний. Нацсовет должен был рассмотреть заявление в течение месяца, однако только в июне вернул лицензионные документы, приняв решение не выдавать лицензию. В июле компания «Інфо24» подала иск против Нацсовета с требованием выдать ей лицензию. В декабре Нацсовет выдал лицензию компании «Інфо24» для канала с логотипом ТBinfo.

### Конфликт с налоговой службой
В апреле 2012 года генеральный директор ТВі Николай Княжицкий сообщил в эфире о давлении на телеканал со стороны налоговых органов, поскольку на ТВі пришла очередная налоговая проверка, несмотря на то, что за несколько месяцев до этого канал уже проверяли. Через две недели Княжицкий заявил, что сотрудники налоговой милиции «начали терроризировать» лиц, которые предоставляли услуги телеканалу. Налоговая служба заявила, что «телеканал воспользовался услугами конвертационно-транзитной группировки на сумму свыше 2,2 млн грн».
В июле 2012 года налоговая сообщила о возбуждении уголовного дела в отношении Княжицкого за уклонение от уплаты налогов на сумму свыше 3 млн гривен. По словам Княжицкого, телеканал при уплате налогов засчитывал невозвращённое ему государством НДС. Между тем глава Государственной налоговой службы Александр Клименко еще в апреле подписал приказ о моратории на проверки СМИ перед выборами. Пресс-служба президента Януковича выпустила сообщение о том, что президент выразил своё беспокойство и поручил проверить законность открытия дела. В то же время телеканал без предупреждения был отключен кабельной сетью «Триолан» в 11 городах Украины. Представитель организации «Репортёры без границ» назвал происходящее запугиванием украинских журналистов перед выборами. США призвали власти Украины прекратить преследование по этому делу и обеспечить плюрализм и независимость СМИ. В итоге прокуратура отменила постановление налоговой милиции о возбуждении уголовного дела против Николая Княжицкого.
В июле ТВі также запустил новую бета-версию своего сайта tvi.ua. Заявлялось, что ресурс будет не просто сайтом канала, а самостоятельным проектом, над которым будет работать отдельная редакция.
В сентябре 2012 года Киевский апелляционный административный суд принял решение о закрытии счетов телеканала. Апелляционная жалоба налоговой была удовлетворена частично, налоговое уведомление-решение, по которому телеканал обязывался заплатить в государственный бюджет более 3 млн грн, оставлено в силе. 13 сентября руководство телеканала ТВi обратилось к телезрителям с просьбой помочь собрать средства для уплаты долга налоговой службе. 24 сентября телеканал собрал 4,8 миллиона гривен, 4 098 451 из которых заплатил налоговой. Помощь телеканалу поступила от 11 тысяч телезрителей и составила 2,845 миллиона гривен. Ещё два миллиона гривен на счёт ТВi передала «Объединённая оппозиция „Батькивщина“».

### Баллотирование Княжицкого в депутаты
30 июля 2012 года стало известно, что генеральный директор ТВі Николай Княжицкий будет баллотироваться в Верховную раду по списку «Объединённой оппозиции „Батькивщина“» под 11-м номером; на время кампании он взял отпуск. Тогда же стало известно о баллотировании журналиста ТВi Константина Усова по 134-му округу в Одесской области тоже от «Объединённой оппозиции „Батькивщина“»; через день он написал заявление на увольнение с ТВi.
В ноябре 2012 года, в связи с избранием Княжицкого депутатом, президентом телеканала стал Виталий Портников. Должность генерального директора заняла Наталья Катеринчук. Княжицкий остался председателем редакционного совета на общественных началах.

### Изменение структуры собственности
23 апреля 2013 года на официальном сайте tvi.ua был опубликован пресс-релиз, согласно которому структура собственности компании была изменена, новым генеральным директором назначен журналист Артём Шевченко, а Наталья Катеринчук соответственно уволена. На общем собрании коллектива в качестве нового инвестора был представлен американский бизнесмен Александр Альтман.
Изначальный владелец ТВі Константин Кагаловский заявил о рейдерском захвате канала. Коллектив телеканала объявил забастовку до разрешения конфликта. Новый генеральный директор на следующий день уволил ведущего Павла Шеремета, назвав его провокатором.
Есть данные, что телеканал приобрела за $350 млн одна из аффилированных коммерческих структур Валерия Хорошковского. Аналитики считают, что на базе ТВi олигарх создает свой новый медиа-холдинг.
Подтверждением этого служит причастность его компаний к покупке телеканала ТВi. Бизнес-структуры Валерия Хорошковского связаны с новозеландской компанией Balmore Invest Limited, которая, по данным Николая Княжицкого, владеет 95% телеканала ТВi.
Директором по развитию канала станет Максим Карижский, политконсультант Хорошковского.
В пресс-службе экс-первого вице-премьера Валерия Хорошковского заявили, что он не имеет отношения к конфликту вокруг телеканала ТВі.
В связи с рядом публикаций в украинских СМИ сообщаем, что Валерий Хорошковский не имеет никакого отношения ни к одной из сторон конфликта, никогда не стремился приобрести канал ТВі, и не вел по этому поводу переговоров ни с одним акционером каналапресс-служба В. Хорошковского

## Программы

### Бывшие
- Campus 3.0
- Jazz з Олексієм Коганом (рус. Jazz с Алексеем Коганом)
- World Stories. Закордонні журналісти (рус. World Stories. Зарубежные журналисты)
- Альбертейнштейн (рус. Альбертэйнштейн)
- Босяки
- Вечір з Миколою Княжицьким (рус. Вечер с Николаем Княжицким)
- Вибори 2012. З іншого боку (рус. Выборы 2012. С другой стороны)
- Вільні люди (рус. Свободные люди)
- Гра в слова і не тільки (рус. Игра в слова и не только)
- Дакар
- Ділова кухня (рус. Деловая кухня)
- Дорогі депутати (рус. Дорогие депутаты)
- Знак оклику (рус. Восклицательный знак)
- Знак Оклику! Щодня (рус. Восклицательный Знак! Ежедневно)
- Кабаре «Веселий песець» (рус. Кабаре "Весёлый песец")
- КлубНічки (рус. КлубНички)
- Клуб еротики (рус. Клуб эротики)
- Лекції та події (рус. Лекции и события)
- Мамо, я в ефірі! (рус. Мама, я в эфире!)
- Музика для дорослих з М. Бурмакою (рус. Музыка для взрослых с М. Бурмакой)
- Музичний автомат (рус. Музыкальный автомат)
- Окрема думка з Єгором Чечериндою (рус. Отдельное мнение с Егором Чечериндою)
- Особливий формат (рус. Особый формат)
- Підсумки з Вахтангом Кіпіані (рус. Итоги с Вахтангом Кипиани)
- Політклуб Віталія Портникова (рус. Политклуб Виталия Портникова)
- Про обранців (рус. О избранниках)
- Про світ (рус. О мире)
- Проти ночі з Павлом Шереметом (рус. Против ночи с Павлом Шереметом)
- Революція на канапі (рус. Революция на диване)
- Сім природних чудес України (рус. Семь природных чудес Украины)
- Смак Європи (рус. Вкус Европы)
- Спорт на ТВі
- Сьогодні (рус. Сегодня)
- Сьогодні про головне (рус. Сегодня о главном)
- Сьогодні. Дайджест (рус. Сегодня. Дайджест)
- Тендер News з Наталією Седлецькою (рус. Тендер News с Натальей Седлецкой)
- Цивілізація 2.0 (рус. Цивилизация 2.0)
- Шалений тиждень (рус. Безумная неделя)